# Bo Brady
Bo Brady is een personage uit de soapserie Days of Our Lives. De rol werd door Peter Reckell gespeeld van 1983 tot 1987 en van 1990 tot 1992. Toen hij de serie verliet, verving Robert Kelker-Kelly hem tot 1995, waarna Reckell terugkeerde. In 2012 verliet hij opnieuw de serie. Bo werd niet uit de serie geschreven maar verdween gewoon uit het beeld. In 2015 keert Bo even terug naar Salem.

## Personagebeschrijving

### Jaren tachtig
Bo is de jongste zoon van Shawn en Caroline Brady. Hij heeft een broer, Roman en twee zussen Kayla en Kimberly. Max Brady en Frankie Brady zijn z'n geadopteerde broers.
Bo kwam stormde in 1983 op zijn motor en leren jas Salem binnen. Hij werd al snel verliefd op Hope Williams, maar zij was al verloofd met Larry Welch. Ze kregen gevoelens voor elkaar, maar Hopes vader Doug Williams zat Bo niet zitten en wilde dat Hope met Larry trouwde, wat ze dan ook deed. Het huwelijk liep voor geen meter en Larry stond haar een scheiding toe. Hope en Bo trouwden nu.
Bo ontdekte dat zijn moeder vroeger een affaire had met Victor Kiriakis en dat hij zijn zoon was. Dit vond Bo heel erg en hij zou Shawn Brady voor altijd als zijn echte vader zien. Omdat hij en Hope weinig geld hadden en Bo toch zijn biologische vader wilde leren kennen trokken ze bij hem in. Kort daarna werd Hope zwanger. Bo begon meer en meer op Victor te lijken waardoor Hope erg gestresseerd werd en een miskraam kreeg. Door de miskraam en het feit dat Hope het niet voor Victor had zorgde ervoor dat ze uit elkaar gingen, ondanks dat ze nog steeds verliefd waren. Dan ontdekte Hope dat ze opnieuw zwanger was en ze verzoende zich met Bo. In 1987 kregen ze hun zoon Shawn-Douglas Brady. Bo en Hope wilden wat anders in hun leven en gingen aan boord van de "Fancy Face", een zeilboot die naar Hope vernoemd was. Ze maakten een wereldreis en verlieten Salem voor drie jaar.

### Terugkeer naar Salem
In 1990 bevonden Bo en Hope zich in Australië en kwamen ze Steve Johnson en Bo’s zus Kayla tegen die op zoek waren naar hun dochter Stephanie, die ontvoerd was. Bo en Hope keerden met hen terug naar Salem waarna ze verwikkeld raakten in de wraakacties van Ernesto Toscano. Hij nodigde Roman, Isabella Toscano, Victor, Julie Williams, Jack Deveraux, Jennifer Horton, Bo en Hope uit voor een cruise. Hier ontdekte Isabella dat ze niet de dochter van Ernesto was, maar van Victor en dus een zus van Bo. Ze biechtte dit op aan Ernesto die haar ontvoerde naar een nabijgelegen eiland. Op het cruiseschip ontplofte een bom en de passagiers belandden op het eiland. Roman en Bo gingen op zoek naar Isabella en Hope volgde Bo tegen zijn wil in. Roman kon Isabella redden maar Hope werd nu door Ernesto gevangengenomen. Ernesto sloot zichzelf op in een kooi met een vat zoutzuur en lokte iedereen naar daar. Hij vertelde aan Bo dat hij Hope kon redden als hij hem kon overtuigen dat ze gespaard moest worden. Bo stak een ontroerende speech af, maar dit raakte Ernesto niet. Dan volgde een explosie waardoor de kooi in het zoutzuur belandde. De lichamen van Ernesto en Hope werden niet teruggevonden, maar men nam aan dat ze opgelost waren in het zoutzuur.

### Carly Manning
Bo moest nu verder met zijn leven zonder Hope. Na enige tijd werd hij verliefd op Carly Manning. Zij begeleidde Victor nadat hij een beroerte had gehad en Victor werd verliefd op haar, terwijl hij wist dat zij gevoelens had voor Bo. Victor vroeg haar ten huwelijk en Carly stemde hiermee in.
Bo werd bevriend met een jong meisje genaamd Emmy Borden, die verliefd was op hem. De avond voor het huwelijk van Victor en Carly schreef Bo haar een brief en smeekte haar om er niet mee door te gaan. Bo vroeg aan Emmy om de brief aan Carly te geven, maar zij gaf de brief aan Victor. Die verving deze door een valse waarin stond dat Carly met Victor moest trouwen en stuurde ook een valse brief terug naar Bo waarin stond dat Carly verliefd was op Victor en met hem ging trouwen. Bo was erg teleurgesteld en ging zelfs naar de bruiloft waar hij een glas champagne dronk op het huwelijk van zijn vader. Helaas was de champagne vergiftigd door Emmy, die dacht dat Carly ervan zou drinken. Bo was nu geïnfecteerd met het virus dat Lawrence Alamain had gecreëerd om agenten van de ISA om te brengen. Omdat Victor nog steeds verlamd was werd het huwelijk niet geconsummeerd. Carly ging ook niet in op avances van Victor, zeggende dat dit zijn herstel niet ten goede zou komen. Toen Emmy ermee dreigde de waarheid over de brieven te vertellen aan Bo en Carly liet Victor haar ontvoeren.
Nadat Victor ontdekte dat Bo geïnfecteerd was met het virus van Lawrence bood hij Lawrence aan om zijn dossier over John Black aan hem te geven in ruil voor een tegenmiddel. Bij de ruil viel het flesje kapot. Gelukkig kon Carly wat tegengif redden en slaagde erin om er bij te maken waardoor Bo gered werd. Carly ontdekte uiteindelijk de waarheid omtrent de brieven van Bo en verliet Victor. Die was zo furieus dat hij probeerde om Bo te laten omkomen in een liftaccident in de Salem Inn. Het plan mislukte, maar Carly werd zwaargewond. Bo en Isabella distantieerden zich nu volledig van hun vader. In een laatste poging om Bo en Carly uit elkaar te krijgen veinsde Victor zijn dood en vluchtte naar Mexico. Roman, John, Marlena, Isabella, Bo en Carly gingen allen naar Mexico naar de Mayatempel waar Victor gevangen gehouden werd door Stefano DiMera. Na een vulkaanuitbarsting kon iedereen ontsnappen, behalve Stefano. Bo en Carly hadden een symbolische trouw en daarna keerde iedereen terug naar Salem.
Nadat Vivian Alamain naar Salem kwam bracht Carly veel tijd met haar door en ze hadden het altijd over een geheim dat ze bewaarden. Uiteindelijk kwam uit dat Carly 9 jaar geleden een kind gekregen had van Lawrence, zonder dat hij op de hoogte was. Carly beviel in de villa van Vivian in Parijs. Het kind werd te vroeg geboren en had water in de hersenen, nog geen uur na de geboorte overleed de baby. Nu ontdekte Carly dat het kind niet gestorven was en samen met Bo begon ze Vivian te ondervragen, maar die bleef volhouden dat het kind overleden was.
Rond deze tijd kwam Nicky (Nicholas) Alamain naar Salem, wat niet naar de zin was van Vivian. Ze probeerde hem voor iedereen te verbergen, maar dat was niet makkelijk omdat hij erg rebels was. Op een keer zag Victor hem op zijn jacht en toen hij vroeg wie hij was zei Vivian dat ze Nicky had geadopteerd van een van haar bedienden in Parijs.
Lawrence had intussen een affaire met Lisanne Gardner, die iets begon te vermoeden omtrent Nicky en uiteindelijk ontdekte ze dat hij de zoon was van Lawrence en Carly. Lisanne probeerde Vivian te chanteren en tijdens een ruzie kwam Nicky tussen beiden en duwde Lisanne aan de kant, ze viel ongelukkig en overleed. Vivian vertelde Nicky dat ze slechts bewusteloos was en haar bediende Ivan Marais sleepte het lijk naar de kelder en liet het later lijken dat ze omgekomen was in een autocrash. Lawrence ontdekte ook de waarheid en vertelde dit aan Carly, die haar zoon terug wilde. Op het huwelijk van Carly en Bo Brady probeerde ze met Nicky uit Salem te vluchten, maar dit mislukte.
Iedereen wist nu dat Nicky de zoon was van Carly, behalve Nicky zelf. De gespeelde vriendelijkheid van Vivian tegen Carly was nu ook voorbij en de twee maakten ruzie. Bo Brady begon de dood van Lisanne te onderzoeken en vermoedde al dat ze niet zomaar bij een autocrash was omgekomen. Vivian nam Lawrence in vertrouwen en nadat hij bewijsmateriaal probeerde te verstoppen werd hij door Bo gearresteerd. Nadat uitkwam dat Nicky de moord had gepleegd werd Lawrence vrijgelaten en Nicky heeft zelf nooit geweten dat hij een moord pleegde.
Intussen kreeg Vivian pijn in haar borst en de dokters vertelden haar dat ze een fatale hartziekte had en dat ze zou sterven. Haar plannetje mislukte echter en Vivan werd zwaargewond en belandde in coma. Ironisch was dat het Carly was die het leven van Vivian gered had in de operatiekamer.
Vivian ontwaakte uit haar coma en maakte zich alleen maar kenbaar aan Ivan. Ze wilde herstellen en vroeg of hij raad wist. Hij vond de Chinese dokter Wu die Vivian behandelde met oosterse kruiden. Op korte tijd was Vivian helemaal genezen, vol energie en vastberaden om Carly verder te kwellen, ze bleef intussen wel in haar ziekenhuisbed liggen. Ze besloot om Carly te laten opdraaien voor de dood van haar patiënten. Vivian verkleedde zich als verpleegster en sloop het ziekenhuis binnen en injecteerde een terminale patiënt van Carly met een detergent. Na twee doden begonnen de mensen wat te vermoeden, maar er volgde nog geen aanklacht. Vivian verstopte het detergent bij Carly thuis en toen Bo dit vond begon hij haar te verdenken. Na een analyse kwam aan het licht dat dit het detergent was waar ook de patiënten mee vermoord waren. Vivian vond dat ze nu ook een speciaal iemand moest vermoorden en niet zomaar een zieke patiënt. In het ziekenhuis hoorde ze Caroline Brady, die daar was voor een maagzweer, met Carly praten en zo wist ze dat Caroline haar bedenkingen had bij een huwelijk met haar zoon Bo. Als Caroline zou sterven zou dat helemaal de verdenking op Carly leggen. Vivian brak in het kastje van Carly in het ziekenhuis in en vervalste haar dagboek. Ze schreef erin dat ze zich van Caroline zou ontdoen. Vivian ging naar de kamer van Caroline met twee spuiten, één met detergent en één met een zware dosis morfine. Caroline was verdoofd en merkte niet dat Vivian er was, maar dan betrapte Carly Vivian, die verondersteld werd nog steeds in coma te liggen, waarop Vivian bekende wat ze gedaan had. Vervolgens probeerde ze Carly te vermoorden met het detergent maar Carly sloeg dat uit haar handen, tijdens het gevecht werd ze wel per ongeluk geïnjecteerd met de morfinespuit. Vivian ging terug naar haar kamer en hoorde later van Ivan dat Carly in coma lag. Vivian besloot nu dat het tijd was om zelf uit haar coma te ontwaken.
Iedereen was in choque nadat Vivian op mirakuleuze wijze genezen was. Bo had Carolines kamer onderzocht en vond de spuit met het detergent en nadat hij het dagboek van Carly gevonden had was hij er zeker van dat zij achter de ziekenhuismoorden zat. Helaas wist Carly hoe het echt in elkaar zat en Vivian moest van haar af zien te komen om zelf buiten schot te blijven. Ze bleef haar met morfine inspuiten zodat ze nog niet uit haar coma zou ontwaken. Met de hulp van dokter Wu en zijn kruiden “doodde” Vivian Carly. Ze werd geïnjecteerd met een serum en was verlamd. Tom Horton verklaarde haar door omdat ze geen polsslag had.
Vivian liet Carly levend begraven. Nadat Ivan de kruiden van dokter Wu wegnam van Vivian kwam ze langzaam weer bij haar verstand en biechtte alles aan Lawrence op, die Carly opgroef en haar net op tijd redde. Carly dacht echter dat ze in 1983 was en nog steeds verliefd op Lawrence. Hij wilde met haar uit Salem vluchten, maar hier stak Billie Reed een stokje voor. Na het weerzien met Nicholas kreeg Carly haar geheugen terug en stak haar liefde voor Lawrence opnieuw de kop op en het gelukkige herenigde gezin verliet Salem in 1993 en gingen naar Zwitserland. Bo bleef alleen achter.

### Billie en vereniging met Hope
Bo begon nu een relatie met Billie Reed. Nadat haar vader Curtis terug naar Salem kwam werd hij kort daarna dood teruggevonden. Billie werd gearresteerd en Bo stond haar bij tot haar onschuld bewezen werd. Stefano had Curtis vermoord.
Voor een liefdadigheidsevenement dat Kristen Blake organiseerde gingen Kristen, Tony, Peter, Jennifer, Bo en Billie naar New Orleans. Bilie zag Hope en herkende in haar de overleden vrouw van Bo, maar niemand geloofde haar. Hope was inderdaad levend en wel en woonde op Maison Blanche onder de naam Gina. Maison Blanche was een groot landhuis van Stefano DiMera. Door toedoen van Celeste Perrault brandde Maison Blanche af en Hope kon door John Black gered worden. Ze had echter geen geheugen meer en ze zei dat ze Gina heette. Stefano claimde dat hij aanvankelijk niet wist wie Hope was omdat ze littekens had, hij heeft haar jaren verzorgd. Gina ging mee naar Salem waar Alice Horton meteen haar kleindochter herkende. Al de anderen weigerden echter te geloven dat Gina Hope was en Bo liet haar zelfs niet in de buurt van Shawn-D.
Een jaar ging voorbij en Gina was gewend aan het leven in Salem. Ze had vrienden gemaakt, waaronder Billie. Gina deed opnieuw examen voor politieagent en maakte dezelfde fouten als Hope in het verleden gemaakt had. Alice wist uiteindelijk raad, ze had een puzzeldoos van Hope. De doos zat op slot en enkel Hope wist hoe ze die moest openen. Toen Gina de doos opende lag er een briefje in dat Hope aan Bo geschreven had op hun trouwdag. Hij las het luidop en Hope kon elk woord meezeggen zonder te kijken. Er was geen twijfel meer, Gina was Hope.
Bo stond nu voor een hartverscheurende keuze. Hij koos er uiteindelijk voor om bij Billie te blijven omdat hij dacht dat Hope de afwijzing wel kon aanvaarden en Billie niet. Hope stemde in met een echtscheiding en Bo trouwde met Billie.
Hope werd gegijzeld door twee gangsters en net voor ze bewusteloos geslagen werd kon ze nog naar het politiekantoor bellen om te zeggen waar ze was. Bo arriveerde net op tijd om Hope te redden uit een brandend pakhuis. Toen hij haar probeerde te reanimeren werden zijn gevoelens duidelijk, hij wilde haar niet opnieuw verliezen. Billie verliet Salem tijdelijk en Bo en Hope begonnen langzaam aan een verzoening te werken.
Nog voor dat Bo haar kon zeggen wat hij voor haar voelde (terwijl ze bij bewust zijn was) verzeilde ze in een lawine op een berg in Aremid. Ze werd gered door Jude St. Clair, die haar gevangennam. Een hele tijd ging voorbij en Bo kon niet geloven dat Hope er niet meer was en ging tegen ieders advies in terug naar Aremid om haar te zoeken. Jude raakte Hope wel op ongepaste wijze aan, maar verkrachtte haar niet. Nadat hij haar politiebadge vond wilde hij haar vermoorden. Hope viel hem echter aan en kon ontsnappen. Jude probeerde haar in te halen maar op dat moment dook Bo op en hij sloeg Jude buiten westen. Nadat hij bijkwam schoot hij Bo neer en toen daagden Jack Deveraux en Peter Blake op. Peter schoot Jude in koelen bloede neer, omdat hij te veel wist over zijn vuile zaakjes. Hij beweerde dat hij dit uit zelfverdediging deed en iedereen geloofde hem. Bo werd verenigd met zijn Fancy Face
Het duurde een hele tijd voor ze besloten om opnieuw te trouwen maar uiteindelijk besloten ze om toch opnieuw de stap te zetten. Op hun trouwdag viel Bo in ijskoud water en Billie nam hem in huis, om onderkoeling te voorkomen kleedde ze hem uit en legde hem in haar bed. Dan kwam Hope binnen en dacht dat ze met elkaar naar bed geweest waren en ze blies de bruiloft af. Daarna begon ze afspraakjes te maken met Franco Kelly, die door Billies moeder Kate Roberts betaald werd om Bo en Hope uit elkaar te houden. Franco was verliefd op Hope, maar zij voelde enkel vriendschap voor hem.
Billie en Bo werkten samen undercover aan een drugszaak in Salem. Shawn-D werd neergeschoten door drugsdealers en de drugsbaron J.L. King wilde Bo’s loyauteit testen waardoor Bo met Billie moest trouwen. Door een samenloop van omstandigheden werd Hope bruidsmeisje en Franco Kelly getuige van Bo. Omdat Bo dacht dat Hope niet meer van hem hield consumeerde hij zijn huwelijk met Billie en zij werd zwanger.

### Prinses Gina
Nadat Bo en Billie in de moerassen van Louisiana op zoek waren naar het verleden van Hope beviel Billie van een dochter, Georgia. Ze beviel te vroeg en Georgia stierf, Billie gaf de schuld hiervan aan Hope omdat ze een ruzie had gehad met haar. Hope kreeg hierdoor een enorm schuldgevoel en dit hield Bo en Hope uit elkaar. In de moerassen ontdekte Bo een meisje dat daar leefde. Het meisje stond vol littekens en nu kwam aan het licht dat zij in de kooi zat jaren geleden toen Hope zogezegd om het leven was gekomen. Een dokter bevestigde Hope dat met haar huid het onmogelijk was dat zij plastische chirurgie had ondergaan. Bo nam het meisje mee naar Salem, zij was echter bang van de beschaving en leefde liever als een wilde omdat ze zo vol littekens stond. Het moerasmeisje bleek Greta Von Amberg te zijn, de dochter van prinses Gina Von Amberg.
Shawn-D werd ontvoerd en er werd losgeld gevraagd. Hope was hier kapot van, zeker nadat het betalen van het losgeld mislukte. De ontvoerders telefoneerden om te zeggen dat Shawn-D dood was. Er werd een lijk gevonden in de rivier, maar dit was gelukkig niet Shawn-D. Kort daarna vonden Bo en Hope hun zoon bewusteloos in het DiMera-huis. Nadat hij terug thuis was maakten de drie plannen om opnieuw te gaan varen, op de Fancy Face II. Bo vroeg aan Alice Horton de toestemming om met Hope te trouwen.
Intussen kreeg Hope meer en meer herinneringen aan haar tijd als Gina en haar betrokkenheid met Stefano. Op een avond toen ze naar huis reed brak er een sneeuwstorm uit en raakte haar auto van de weg. Stefano, die al enige tijd van plan was om Hope terug in Gina te transformeren om zo de kunstschatten van Vivian Alamain te kunnen ontfutselen, transformeerde Hope op dit moment opnieuw in Gina.
Hope werd naar het ziekenhuis gebracht, ze had slechts een lichte hersenschudding. Toen Stefano van het accident hoorde ging hij in allerijl naar het ziekenhuis om te zien of Hope echt Gina was. Kort daarna deed Bo een huwelijksaanzoek en Hope zei ja. Maar toen ze begonnen te kussen dacht Hope ineens aan Stefano en gaf ze Bo een klap. Hope was in de war door wat ze gedaan had en gaf Bo zijn verlovingsring terug en zei dat ze niet klaar was om zich te binden. Eens ze uit het ziekenhuis was vertelde ze aan Stefano dat ze zich kon herinneren dat ze een kunstdievegge was voor hem. Stefano vroeg aan Gina om voorlopig nog als Hope door het leven te gaan. Ze zei wel dat ze terug naar Europa wilde keren met haar handlanger, priester John Black.
Bo vertelde aan Roman dat Hope zijn huwelijksaanzoek afgewezen had, terwijl Billie het gesprek afluisterde. Later vroeg Bo aan Hope om met hem naar Parijs te gaan, maar ze wees zijn voorstel af. Hope vroeg aan Lili Faversham om haar te helpen om een rode jurk die Gina ooit droeg, opnieuw te maken. Op een etentje met John, Marlena, Bo en Greta daagde Hope op in de rode jurk, waarop John een herinnering had een Gina toen ze dezelfde jurk droeg. Gina vroeg John om mee te gaan naar Europa maar toen hij zei dat hij niet kon omwille van Marlena besloot Gina om zich van Marlena te ontdoen.
Bo en Greta gingen naar Europa om informatie over het verleden van Hope/prinses Gina te verwerven. In Capri ontdekten zed at Gina uren schilderde op een hotelbalkon. Nadat ze in een restaurantje vragen stelde over Gina werd Bo overvallen. Hij pleitte bij de politiecommissaris om een huiszoekingsbevel voor het hotel omdat niemand hem informatie wilde geven over Gina.
Toen Bo uit Italië belde voor meer informatie over het verleden van Hope, overtuigde Hope Stefano ervan dat ze naar Europa moest gaan om speciale verf te kopen voor de vervalsingen. Shawn-Douglas wilde naar een internaat en Hope/Gina ging meteen akkoord. Alice Horton was echter geschokt dat haar kleindochter haar zoon op internaat stuurde zonder dit eerst met Bo te overleggen.
In Capri doorzocht Bo de computer van het hotel en ontdekte dat Gina er acht keer verbleven was en dat John er nooit geregistreerd stond. Wat hij niet wist was dat Gina de naam van John had uitgewist. Gina vertelde aan Stefano dat Bo en Greta dicht bij de waarheid kwamen.
Bo en Greta keerden terug naar Salem waar Bo ontdekte dat Hope Shawn-Douglas naar internaat gestuurd had zonder dat met hem te overleggen. Dan ontdekte Bo een foto van een vrouw die op Hope leek in een compromitterende positie met Stefano. Bo liet de foto aan Stefano en Hope zien, maar dan scheurde Hope/Gina de foto kapot omdat ze genoeg had van Bo’s gedrag. John vertelde aan Bo dat hij dacht dat Hope verliefd was op hem. Intussen bracht Gina een bezoekje aan Billie en vertelde haar dat ze niet met Bo trouwde omdat ze ervan overtuigd was dat hij nog verliefd was op haar. Lili Faversham vertelde aan Bo en Hope dat schilderen een passie was van prinses Gina. Bo raakte hierdoor geïntrigeerd en vroeg haar wanneer de kunstcollectie van Lili gestolen werd en ze zei dat dit in 1992 was. Hope raakte hierdoor van streek en liep weg. Bo begon nu te denken dat Gina betrokken was bij kunstdiefstallen.
Bo gaf bloemen aan Hope, maar ze kregen al snel ruzie om Stefano. Bo zei dat Stefano haar in zijn macht had en Hope antwoordde dat ze wenste dat ze prinses Gina was. Dan chanteerde Gina dokter Rolf om ervoor te zorgen dat John terug getransformeerd werd in haar oude geliefde. Rolf zei dat hij dit kon doen als hij John in de geheime kamer van het DiMera-huis kon krijgen. Intussen sloot Bo een deal met Vivian dat als zij zou kunnen uitzoeken wat Stefano’s plannen zijn met Hope dan zou hij ervoor zorgen dat Victor haar zou vergeven voor ze zou sterven, Vivian nam het voorstel aan.
Nadat John en Marlena trouwden en Hope ontdekte dat ze naar Hawaï op huwelijksreis gingen besloot ze hen achterna te gaan. Bo een briefje van Hope waarin ze zei dat ze Salem verlaten had. Hij was bang dat ze naar Stefano was. Na een gesprek met Greta, Billie en Eric over het ongewone gedrag van Hope kwamen ze allen tot de conclusie dat Stefano Hope enkele maanden eerder terug in Gina had getransformeerd. Nadat Stefano ontdekte dat Marlena en John toch getrouwd waren keerde hij meteen terug naar Salem, waar Bo hem confronteerde met zijn vermoedens.
Terwijl John en Marlena op het strand van Hawaï liepen zag John een vrouw die aan het verdrinken was. Hij sprong in het water om haar te redden, maar werd dan verdoofd en aan boord van een onderzeeër gebracht. Nadat hij wakker werd zag hij Gina en dacht hij dat hij in het jaar 1985 was, ze kusten passioneel. Dan zei John dat hij zich herinnerde dat Stefano hem zei dat hij in Roman Brady zou getransformeerd worden. Nadat John Gina bedankte dat hij hem van Stefano gered had bedreven ze de liefde. Bo’s confrontatie met Stefano werd onderbroken door een telefoon van Marlena, die hem vertelde dat John verdwenen was. Toen Stefano vernam dat Bo naar Hawaï ging, volgde hij hem. Nadat Johns bebloede broek aanspoelde dacht Marlena dat hij door haaien was aangevallen. Stefano had intussen de duikboot gelokaliseerd en ging aan boord. John viel Stefano aan met een mes maar werd door zijn handlangers gestopt en in de zee gegooid.
John bereikte het strand waar Marlena hem vond. Bo vroeg hem of dat de vrouw die hij probeerde te redden Hope was, maar John begreep niet dat hij zoiets vroeg. Dan legde Bo uit dat hij dacht dat Stefano Hope in Gina veranderd had en omdat Gina verliefd was op John nam hij aan dat ze samen waren. John, die opnieuw normaal was, zei dat hij zich niets kon herinneren. In de onderzeeër dreigde Stefano ermee om Gina terug in Hope te veranderen. Om hem te stoppen verleidde Gina Stefano en ze bedreven de liefde. Toen Gina aan Stefano vroeg hoe prinses Gina gestorven was gaf Stefano geen antwoord. Dan kwam een beeld van een kasteel in Frankrijk en een oude grijze verrimpelde vrouw, die op een oudere Hope leek, de echte prinses Gina.
Gina ging naar Parijs en was er allesbehalve gelukkig mee om daar Bo aan te treffen. Greta had de poederdoos van Gina bij, die Billie weer in haar bezit had gekregen, daar vonden ze een sleutel in en Bo dacht dat die van een kluis was. Bo, Eric en Greta gingen naar de Faversham bank en openden de kluis waarin cash, juwelen paspoorten en een nieuwe identiteit lag voor Gina en John en twee eigendomspapieren van het huis in Parijs en één op het platteland.
Stefano was nu ook in Parijs en zei tegen Gina dat hij haar leven zou sparen als ze de laatste Renet voor hem zou stelen.
Bo zei tegen Gina dat hij haar verdacht van John ontvoerd te hebben op zijn huwelijksreis en dat hij dacht dat ze niet Hope was. Gina ontkende dit echter.
Nadat Gina een nachtmerrie had waarin John en Bo vochten besefte ze dat ze nog steeds gevoelens had voor Bo. John vertelde aan Gina dat Marlena de enige vrouw in zijn leven was. Bo riep dan de hulp in van Doug en Julie, die al enkele jaren rondreisden door Europa om Hope te helpen. Gina was helemaal niet blij met het bezoek van haar vader en zuster, maar Doug gaf het beste van zichzelf en zong voor Hope het lied “You must have been a beautiful baby”. Hope kreeg herinneringen aan haar jeugdjaren en nadat Doug klaar was riep ze “help me”. Hope kreeg opnieuw meer controle en Bo was heel blij om dat te zien. Hij kreeg haar zover om voor Stefano de laatste Renet te stelen, zodat ze hem achter de tralies konden krijgen. Doug en Julie waren echter minder te vinden voor het riskante plan van Gina op het feest van de Harrimans, waar de Renet zich bevond. Bo werd door Bart, een handlanger van Stefano, gevangengenomen en naar een pakhuis gebracht om levend verbrand te worden. Gelukkig kon hij zich net op tijd bevrijden. Intussen brak Gina in de galerij van de Harrimans in en verwisselde de Renet met een vervalsing. De verwisseling werd echter al snel ontdekt en Bo werd beschuldigd en gearresteerd. Later kwam gravin Ilse (de echte prinses Gina in vermomming) naar Gina om haar te waarschuwen voor Stefano. Ze vroeg haar om het schilderij niet aan Stefano te geven. Nadat Gina haar vertelde dat John getrouwd was en kinderen had en dat ze een affaire met hem gehad had was “Ilse” gechoqueerd.
Dan stal prinses Gina een disk waarop alle herinneringen van Hope stonden. Dit had allemaal te maken met haar plan om van Gina en Stefano af te raken en John weer voor haar te winnen. Intussen was Hope erin geslaagd om het te halen van haar alter-ego Gina en werd terug normaal, ze verzoende zich met Bo. Hope zei aan Ilse dat ze niet langer Gina was en stelde voor om Stefano erin te luizen. Ilse was furieus omdat Hope haar plannen nu dwarsboomde en nam haar sluier af en maakte zich bekend als prinses Gina! Ze vroeg haar om te zeggen waar de verdwenen Rent was maar Hope zei niets waarop prinses Gina haar bewusteloos sloeg. Stefano ontdekte dat gravin Ilse betrokken was bij het stelen van het schilderij en spoorde haar op. Hij was verbaasd om te ontdekken dat Ilse prinses Gina was. Ze gaf hem een ultimatum: hij kon Hope krijgen, of de Renet. Stefano liep naar de muur en onthulde achter een schilderij de Renet. Dan stak prinses Gina het schilderij en Stefano in brand. Later ontmoetten ze elkaar nog op een brug en Stefano gooide haar van de brug af en dacht dat ze dood was.
Hope dook terug op in Salem en belde Bo en Shawn vanop de Fancy Face II. Bo was heel blij en de twee hadden een innige reünie. Shawn vond echter dat zijn moeder hem weinig aandacht gaf en ging weer weg gevolgd door Bo. Dan belde Hope naar Kurt en werd duidelijk dat ze prinses Gina was en niet Hope, nadat ze de val in de Seine in Parijs overleefde onderging ze plastische chirurgie om er weer jong uit te zien. Prinses Gina vroeg aan Kurt om Hope op te sluiten in de toren, waar zij zoveel jaar gezeten had.
Intussen in Salem kwam "Hope" oog in oog te staan met Marlena en in een opwelling knipte ze pluken uit haar haar, ze wilde ook Marlena te lijf gaan, maar dat kon John nog net verhinderen. Ze ging ermee akkoord om therapie te volgen bij Marlena onder hypnose. Ze was echter bestand tegen Marlena en was niet echt gehypnotiseerd. Ze loog over het feit dat ze een affaire had met John nog voor dat hij met Marlena getrouwd was. Nadat John haar duidelijk maakte dat hij enkel van Marlena hield besloot prinses Gina om haar grote liefde op te geven en een leven te leiden als Hope Williams in een gezin met Bo en Shawn.
Bo en "Hope" bedreven de liefde, maar Bo merkte dat er iets niet in de haak zat en dat ze anders was als voorheen.
Inmiddels ging "Hope" met een klein pistool op zoek naar Stefano en hield hem onder schot. Ze vertelde hem dat de ze de echte Renet nog had en dat de opgebrande een vervalsing was. Stefano mocht de Renet hebben als hij voorgoed Salem verliet. Stefano ging de Renet halen in het kasteel van prinses Gina, maar werd daar door Kurt overvallen en hij sloot hem op samen met Hope. Toen hij bijkwam wilde hij Hope wurgen, maar ze overtuigde hem dat ze niet Gina was.
Shawn uitte zijn twijfels over zijn moeder aan Marlena en John. Na een nieuwe hypnosesessie ontdekte Marlena dat Hope een gespleten persoonlijkheid had. Op het kerstfeest verbaasde Hope iedereen door Bo ten huwelijk te vragen. Bo nam het aanzoek maar wat graag aan, maar Shawn was er niet gelukkig mee. Marlena zei aan Hope dat ze de trouw moest uitstellen en ze kregen ruzie. Op de dag van de bruiloft gooide ze Marlena buiten en vertelde aan Greta dat ze een pistol onder haar trouwkleed droeg. John ging naar het huwelijk en Bart en Rolf waren er ook, vermomd. Na de ceremonie ging iedereen naar de receptie bij de Penthouse Grill.
Shawn hoorde Hope met Kurt bellen om te controleren hoe het daar ging. Hij begon een discussie met Hope op het balkon en dan trok ze haar pistool en beval hem om op de rand van het balkon te gaan staan. Marlena kwam nu tussenbeide en Hope zei dat ze van het balkon moest springen. Nadat ze dat weigerde schoot Hope haar neer. Bo was er nu ook en begon met Hope te vechten, waarna het pistool afging en Hope werd geraakt. Shawn was bewusteloos en werd naar het ziekenhuis gebracht. Toen hij ontwaakte zei hij dat Hope hem probeerde te vermoorden.
Prinses Gina had een gescheurde aorta en Craig en Lexie opereerden haar. Bo en Shawn zaten bij het ziekbed van Hope toen ze haar ware identiteit wilde onthullen, maar dan stierf ze. Na de dood van Hope ging Bo samen met de hulp van Victor en Abe op zoek naar Stefano. Ze ontdekten dat hij in Europa was en gingen daarnaartoe. Intussen probeerde Lili Faversham Doug en Julie ervan te overtuigen dat Hope eigenlijk prinses Gina was omdat zij geen appendix meer had en de echte Hope was. Ze belden naar het crematorium om het lijk te onderzoeken, daar ontdekte Lili een litteken waardoor Doug en Julie hoop kregen dat het echt prinses Gina was die dood was. Na DNA-resultaten kregen ze zekerheid. In de toren besefte Hope dat Shawn in gevaar was. Hope was inmiddels ziek en smeekte Kurt om een dokter te halen. Uiteindelijk werden Stefano en Hope uit de klauwen van Kurt gered en konden ze veilig terug naar Salem keren.